# 분당아람고등학교
분당아람고등학교(盆唐아람高等學校)는 대한민국 경기도 성남시 분당구 야탑동에 있는 공립 고등학교이다.

## 학교 연혁
- 1994년 2월 28일 : 성남정보산업고등학교 36학급 설립인가
- 1994년 2월 28일 : 교사 3층 신축
- 1994년 3월 1일 : 초대 김학률 교장 취임
- 1996년 2월 29일 : 교사 5층 증축
- 1999년 6월 30일 : 학교 급식소 증축
- 2002년 9월 26일 : 교사 15실 증축
- 2009년 12월 13일 : 실습실 증축(인터넷정보실), 통합지원실 신설
- 2013년 : 『성남금융고등학교』 로 교명 변경
- 2023년 3월 1일 : 분당아람고등학교로 교명 변경
- 2023년 3월 1일 : 제11대 류승희 교장 취임
- 2023년 12월 27일 : 제28회 졸업(137명, 누적수 10,797명)

## 설치 학과
- 관광외식경영과
- 베이커리경영과
- 경영사무과
- 커뮤니케이션디자인과
- 스마트소프트웨어과
- 항공관광경영과
- K-FOOD디자인과

## 참고 자료
- 분당아람고등학교 - 한국교육학술정보원 학교알리미